# Karlchen Adler
Die Comic-Adlerfigur Karlchen Adler ist die Sympathiefigur des Deutschen Bundestages für Kinder. Zielgruppe sind Kinder im Alter zwischen sieben und elf Jahren. Entwickelt und gezeichnet wird die Figur vom Berliner Illustrator Detlef Surrey.

## Ursprünge
Erstmals erschien der Comic-Kinder-Adler Karlchen Adler im Jahr 2007 in der Selbstdarstellungsbroschüre Wir haben Rechte der Kinderkommission des Deutschen Bundestages.
Mit Karlchen Adler sowie den Freunden Kalle und Karla veröffentlichte der Deutsche Bundestag bis heute zwei informative Comic-Geschichten sowie Plakate und Informationsmaterialien:
- zur UN-Kinderrechtskonvention
- zum Internationalen Tag gegen den Einsatz von Kindersoldaten Red Hand Day (englisch Red Hand Day),
- für das Infomobil des Deutschen Bundestages,
- für das Geburtstagsfest der Kinderkommission.

Darüber hinaus zahlreiche Give-aways für Kinder, u. a. jährliche Adventskalender, ein Puzzle, Stundenpläne, Malbögen, Brotdosen, Frisbees.

## Comicgeschichten
Die Comic-Geschichten richten sich an Kinder im Grundschulalter.
Alle Figuren in den Geschichten sind Adler. Schauplätze sind der Parlamentssitz Berlin und die Kleinstadt Adlershofen, dem Wahlkreis des Bundestagsabgeordneten Kurt König, Karlchen Adlers Onkel. Den Abschluss beider Geschichten bildet jeweils ein Quiz zum Thema und eine Antwortpostkarte an den Deutschen Bundestag.
- Karlchen Adler und die Wahlen
In dieser Karlchen-Adler-Geschichte erfahrt ihr, warum man Gesetze braucht und wer die eigentlich macht. Außerdem lernt ihr, wie man in die große Adlerversammlung nach Berlin kommt. Und Max erzählt davon, wie er zum ersten Mal gewählt hat. Comic-Band, A5, 12 Seiten, Deutscher Bundestag, 2008/2013.

- Karlchen Adler und die Gesetzgebung
In dieser Karlchen-Adler-Geschichte erfahrt ihr, warum man Gesetze braucht und wer die eigentlich macht. Außerdem lernt ihr, welche Rolle Fraktionen beim Gesetzemachen spielen. Und Onkel Kurt erklärt euch, was er in seinem Wahlkreis macht. Comicband, A5, 16 Seiten. Deutscher Bundestag, 2008/2013.

- Ein Rundgang mit Karlchen Adler
In dieser Karlchen-Adler-Geschichte geht es um das bekannteste Gebäude des Deutschen Bundestages: das Reichstagsgebäude in Berlin. Hier schauen sich Kiki und Karlchen den Plenarsaal an: Wer sitzt wo und was passiert hier eigentlich genau? Bevor die beiden den tollen Blick von der Kuppel genießen, machen sie noch ein paar erstaunliche Entdeckungen im Erdgeschoss des Reichstagsgebäudes … Comicband, A5, 20 Seiten. Deutscher Bundestag, 2008/2016.

## Karlchen Adler im Internet
Im Rahmen des Relaunches der Website des Deutschen Bundestages für Kinder kuppelkucker.de (2011) wird Karlchen Adler zu einer zentralen Figur der Website.
Karlchen Adler interagiert auf kuppelkucker.de mit den beiden Kinderfiguren Max und Lisa und erklärt kindgerecht die Zusammenhänge des Parlamentsgeschehens.
Im Nachrichtenstudio der Website verliest Karlchen Adler die wöchentlich aktualisierten Nachrichten.